# Herman (Swaiko)
Herman, imię świeckie Joseph Swaiko (ur. 1 lutego 1932 w Bairdford, zm. 6 września 2022) – były zwierzchnik Kościoła Prawosławnego w Ameryce. Pełnił urząd od 22 czerwca 2002 do 4 września 2008, kiedy ustąpił z urzędu w związku ze skandalem finansowym w Kościele. 

## Życiorys
Ukończył studia administracyjne na Uniwersytecie Roberta Morrisa. W latach 1959–1963 uczył się w seminarium św. Tichona w South Canaan. W kwietniu 1964 przyjął święcenia kapłańskie. Po ich przyjęciu został zatrudniony w seminarium jako wykładowca języka cerkiewnosłowiańskiego, był też proboszczem parafii w Dundaff i w Union Dale. Sześć lat później złożył śluby zakonne, przyjmując imię Herman na cześć św. Hermana z Alaski. Rok później został mianowany igumenem i zastępcą przełożonego monasteru św. Tichona w South Canaan. 10 lutego 1973 został biskupem Wilkes-Barre. 
17 marca 1981 został biskupem Filadelfii i rektorem seminarium duchownego, którego był absolwentem. W 1994 podniesiony do rangi arcybiskupa. Od maja do września 2001 tymczasowo pełnił obowiązki zwierzchnika Kościoła Prawosławnego w Ameryce, gdy jego zwierzchnik metropolita Teodozjusz (Lazor) przebywał w szpitalu. W kwietniu następnego roku metropolita złożył prośbę do Świętego Synodu Kościoła Prawosławnego w Ameryce o zwolnienie z urzędu z uwagi na zły stan zdrowia. Synod przyjął jego rezygnację. Arcybiskup Herman został wybrany jego następcą przez Święty Synod po tym, gdy po dwóch turach głosowań żaden kandydat nie uzyskał wymaganych dwóch trzecich głosów (w głosowaniach zajmował drugie miejsce po arcybiskupie Kanady Serafinie) i intronizowany 8 września 2002 w soborze św. Mikołaja w Waszyngtonie. W podobny sposób odbył się wybór poprzednika Hermana. W momencie intronizacji arcybiskup Herman otrzymał godność metropolity. 
We wrześniu 2008, po ujawnieniu skandalu finansowego w Kościele Prawosławny w Ameryce, metropolita dobrowolnie ustąpił z urzędu. Zamieszkał w monasterze św. Tichona Zadońskiego w South Canaan. Święty Synod Kościoła nie odebrał mu godności metropolity, zabronił jednak nosić tradycyjny biały kłobuk i ograniczył jego uczestnictwo w nabożeństwach monasterskich.